# Танц с дракони
„Танц с дракони“ (на английски: A Dance with Dragons) е петата книга от фентъзи поредицата „Песен за огън и лед“ на американския писател Джордж Р. Р. Мартин. „Танц с дракони“ заедно с четвъртия том Пир за врани, продължава драматичните събития от третия том „Вихър от мечове“, като тук действието е фокусирано върху останалите основни персонажи, пропуснати в предишния роман. Публикувана е на 12 юли 2011 и е втората книга от поредицата след „Пир за врани“, дебютирала под номер 1 в класацията за най-продавани бестселъри на Ню Йорк Таймс.

## Сюжет
Действието в романа започва непосредствено след събитията, описани в третия роман „Вихър от мечове“, но тук историята се концентрира върху Джон Сняг и Вала, Денерис и съдбата на освободения от нея робски град Мийрин, Тирион, избягал от Вестерос в Свободните градове, Рамзи Болтън, опитващ се да стане новия Гарант на Севера и неговия знатен пленник Теон Грейджой.

## Главни персонажи
- Джон Сняг – 998-ият лорд командир на Нощната стража, копеле на Нед Старк
- Бран Старк – законният наследник на Зимен Хребет, обучаващ се отвъд Вала на древни мистични сили
- Денерис Таргариен – един от претендентите за Железния трон на Вестерос, събираща армия в Мийрин, за да си върне трона
- Теон Грейджой – племенник на Юрон Грейджой, краля на Железните острови и пленник на Рамзи Болтън
- Рамзи Болтън – син на Рууз Болтън и претендент да стане Гарант на Севера, след като се омъжи за Аря, дъщерята на Нед Старк.
- Станис Баратеон – брат на крал Робърт Баратеон и един от претендентите за трона му.
- Тирион Ланистър – брат на Церсей и Джайм Кралеубиеца, избягал от Вестерос, след като убива баща си Тивин Ланистър.